# Miroslav Šimonovič
Miroslav Šimonovič (* 10. August 1974 in Poprad, Tschechoslowakei) ist ein slowakischer Eishockeytorwart, der seit 2010 beim HC 05 Banská Bystrica in der slowakischen Extraliga unter Vertrag steht.

## Karriere
Miroslav Šimonovič begann seine Karriere als Eishockeyspieler in seiner Heimatstadt in der Jugend des ŠKP PS Poprad, für dessen Profimannschaft er in der Saison 1994/95 sein Debüt in der slowakischen Extraliga gab. In der folgenden Spielzeit spielte der Torwart überwiegend für den HK VTJ Spišská Nová Ves in der 1. Liga, mit dem er Zweitligameister wurde. Anschließend wechselte er zum HC Košice, mit dem er in der Saison 1998/99 erstmals Slowakischer Meister wurde. Im Anschluss an diesen Erfolg kehrte der Nationalspieler nach Poprad zurück, bei dem er weitere drei Jahre in der Extraliga verbrachte. In der Saison 2001/02 stand er zudem in vier Spielen für den HC Plzeň in der tschechischen Extraliga zwischen den Pfosten.
Für die Saison 2002/03 unterschrieb Šimonovič erneut beim HC Košice. Daraufhin stand er je zwei Spielzeiten lang für deren Ligarivalen MsHK Žilina und HKm Zvolen auf dem Eis. Von 2007 bis 2010 spielte der Weltmeister von 2002 erneut für den HK Poprad. Seit der Saison 2010/11 steht er beim HC 05 Banská Bystrica zwischen den Pfosten.

### International
Für die Slowakei nahm Šimonovič an den Weltmeisterschaften 1999 und 2002 teil. Zudem stand er im Kader bei den Olympischen Winterspielen im japanischen Nagano. Dort blieb er hinter Stammtorwart Igor Murín ohne Einsatz.

## Erfolge und Auszeichnungen
| - 1996 Meister der 1. Liga mit HK VTJ Spišská Nová Ves - 1997 IIHF-Continental-Cup-Gewinn mit dem TJ VSŽ Košice - 1997 Bester Torhüter des IIHF Continental Cup - 1998 Extraliga All-Star-Team | - 1998 Bester Torhüter des IIHF Continental Cup - 1999 Slowakischer Meister mit dem HC Košice - 2002 Extraliga All-Star-Team - 2002 Goldmedaille bei der Weltmeisterschaft |